# Регу-да-Мурта
Регу-да-Мурта (порт. Rego da Murta)  —  район (фрегезия) в Португалии,  входит в округ Лейрия. Является составной частью муниципалитета  Алвайазери. По старому административному делению входил в провинцию Бейра-Литорал. Входит в экономико-статистический  субрегион Пиньял-Интериор-Норте, который входит в Центральный регион. Население составляет 948 человек на 2001 год. Занимает площадь 16,63 км².